# Kinnulansaari (ö i Norra Karelen)
Kinnulansaari är en ö i Finland. Den ligger i sjön Kelvänjärvi och i kommunen Lieksa i den ekonomiska regionen  Pielinen-Karelen  och landskapet Norra Karelen, i den sydöstra delen av landet, 400 km nordost om huvudstaden Helsingfors. Öns area är 0,9 hektar och dess största längd är 450 meter i sydöst-nordvästlig riktning.